# آنامی کوره‌چیکا
کوره‌چیکا آنامی (به ژاپنی: 阿南 惟幾, Anami Korechika); ۲۱ فوریهٔ ۱۸۸۷ – ۱۵ اوت ۱۹۴۵) سیاستمدار ژنرال نیروی زمینی امپراتوری ژاپن در طی جنگ جهانی دوم و وزیر جنگ ژاپن در زمان تسلیم ژاپن، اهل ژاپن بود.